# Râul Mlejnița
Râul Mlejnița River este un curs de apă, în județul Maramureș, afluent al râului Valea Șuiorului.